# 探洞工场

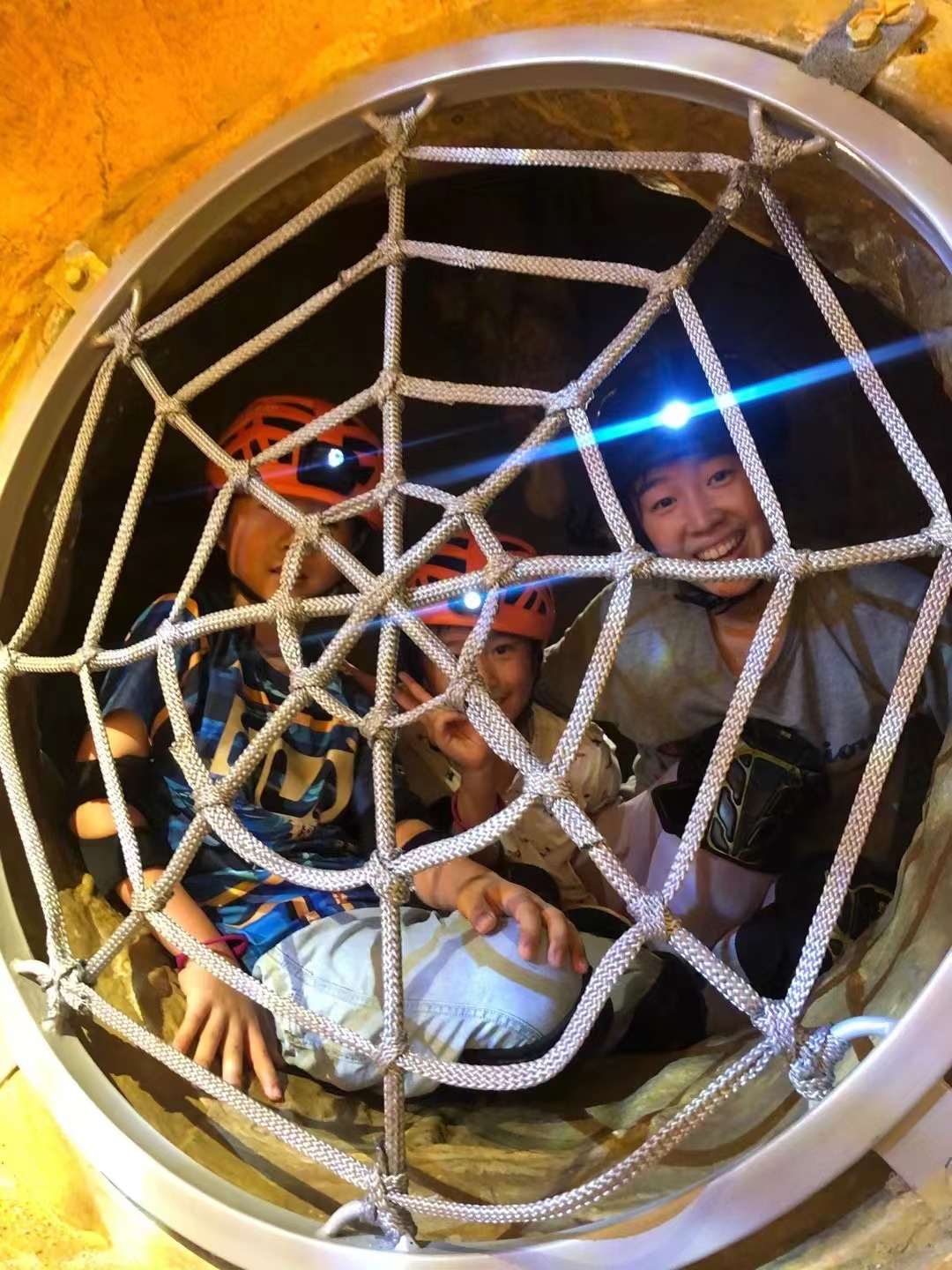
探洞工場

探洞工场是中華人民共和國一家室内探洞娛樂連鎖店，首個實驗項目於2019年2月在北京798艺术园区启动。首家旗艦店於2020年7月底在上海市靜安區大寧路街道開業，面積约1200平方米，娛樂圈分為上下两层，设有河马专线、幻变迷宫、冰雪迷城、冰雪寻宝、极光秘境、考古之旅六個线路。游玩时需穿戴防滑袜套、头灯、护具。